# Elina Åberg
Elina Zelda Nikita Åberg, född 25 mars 1985 i Tyresö församling, Stockholms län, är en svensk politiker (miljöpartist). Hon var språkrör för Grön Ungdom 2005-2006.
Åbergs hjärtefrågor inom politiken är HBT-frågor, utbildning och samhällsbyggnad. Hon är även verksam inom RFSL och arbetar som processledare i den ideella sektorn.
Hon representerar sedan år 2010 Miljöpartiet de Gröna som ledamot i kommunfullmäktige i Stockholms stad och sitter även som ledamot i stadsbyggnadsnämnden och i bolagsstyrelsen för det allmännyttiga bostadsbolaget AB Familjebostäder.

## Yrkesliv
Åberg är arkitekt och har bl a arbetat på White arkitekter.